# Río Chico, Puebla
Río Chico är en ort i Mexiko.   Den ligger i kommunen Chignahuapan och delstaten Puebla, i den sydöstra delen av landet, 100 km öster om huvudstaden Mexico City. Río Chico ligger 2 626 meter över havet och antalet invånare är 360.
Terrängen runt Río Chico är kuperad. Runt Río Chico är det ganska tätbefolkat, med 56 invånare per kvadratkilometer. Närmaste större samhälle är Chignahuapan, 19,5 km nordost om Río Chico. I omgivningarna runt Río Chico växer i huvudsak blandskog.